# União da Vitória
União da Vitória est une ville brésilienne du sud-est de l'État du Paraná. Elle se situe par une latitude de 26° 13' 48" sud et par une longitude de 51° 05' 09" ouest, à une altitude de 752 mètres. Sa population était estimée à 170 858 habitants en 2006. La municipalité s'étend sur 720 km².

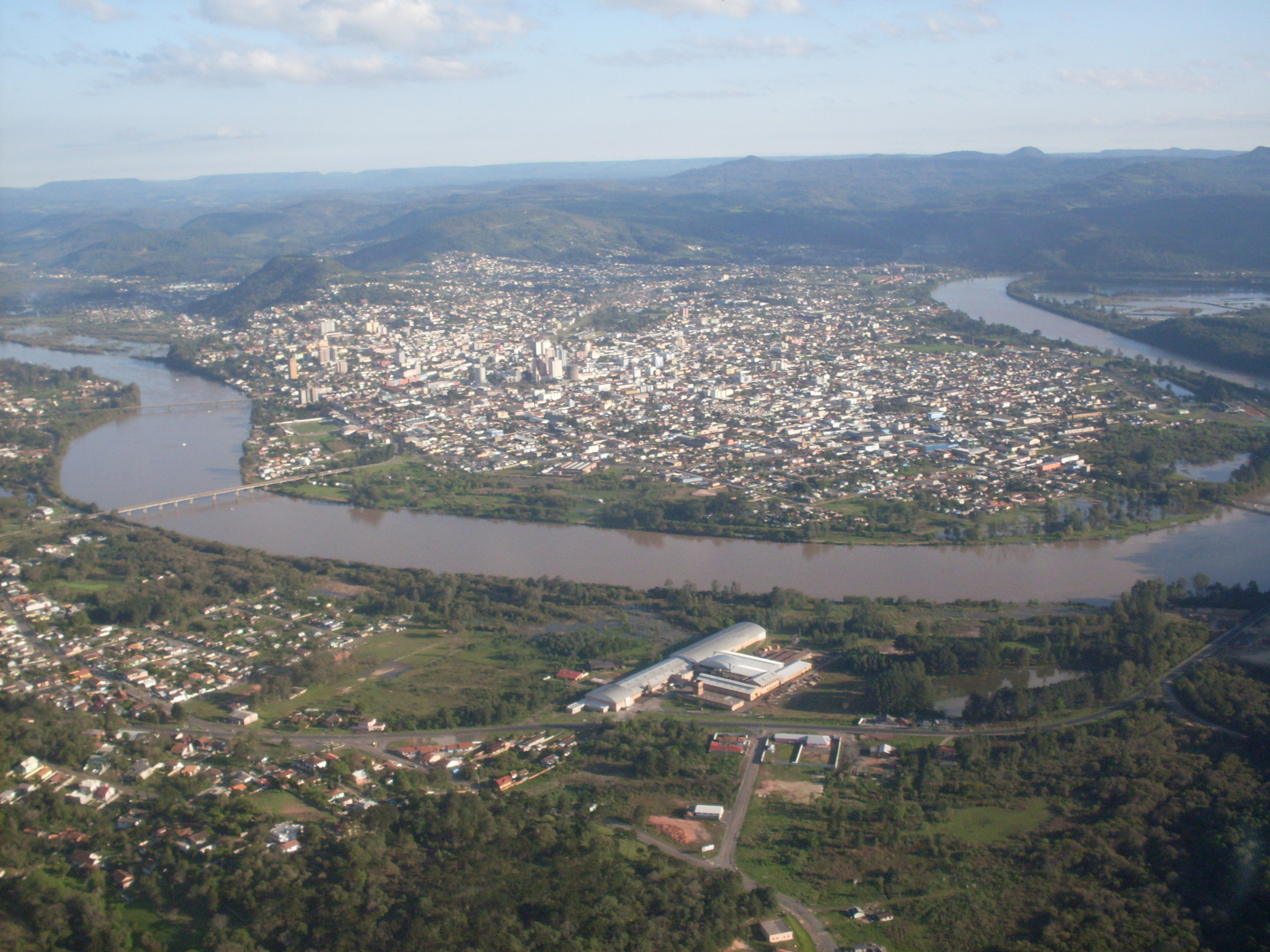
Centre-ville d'União da Vitória.

## Maires
| Période | Période | Identité                     | Étiquette | Qualité |
| ------- | ------- | ---------------------------- | --------- | ------- |
| 2009    | 2012    | Carlos Alberto « Juco » Jung | PSDB      |         |

## Personnalités
- Rosângela da Silva (1966-), sociologue, 3e épouse du président Luiz Inácio Lula da Silva, est née à União da Vitória.